# Coelidium ciliare
Coelidium ciliare är en ärtväxtart som först beskrevs av Christian Friedrich Frederik Ecklon och Carl Ludwig Philipp Zeyher, och fick sitt nu gällande namn av Wilhelm Gerhard Walpers. Coelidium ciliare ingår i släktet Coelidium, och familjen ärtväxter. Inga underarter finns listade i Catalogue of Life.